# 内夏韦德利地热站
内夏韦德利地热站是冰島最大的地熱發電廠。位於冰島國家西南方高出海平面177公尺的地方，靠近辛格韦德利國家公園和亨吉德火山。
内夏韦德利地區於1947年開始利用地熱發電和熱水系統，1965年至1986年期間該地持續有發電潛能的研究。1987年開始建立發電廠，1990年5月奠基。該站能生產大約120兆瓦的電力，並提供每秒約1800個公升的熱水，提供给首都区。